# Фітоценотипи видові
Фітоценотипи видові — категорії видів, що розрізняються за своєю потенційною здатністю відігравати певну роль у межах ареалу розповсюдження. Ю. Р. Шеляг-Сосонко підкреслює, що в межах ареалу вид дуже рідко може бути представлений одними і тими ж позиціями в різних спільнотах (тобто виступати в ролі одного і того ж популяційного фітоценотипу ), і тому запропонував поняття фітоценотипу регіонального, розбивши ареал виду на хоріони, де вид стійко підтримує одну і ту ж фітоценотичну позицію в різних фітоценозах.
Таким чином, Ф. в., за Ю. Р. Шеляг-Сосонком, є системою регіональних фітоценотипів (класифікацію останніх запропонував О. О. Ніценко). У практиці  геоботанічних досліджень поняття «Ф. в.» частіше використовується в першому сенсі як позиція виду на більшій частині його ареалу. Таке трактування Ф. в. розвивалося Г. М. Висоцьким,  Й. К. Пачоським, Вільямсом (англ. Williams), Б. О. Биковим, Т. А. Работновим, О. О. Ніценком та ін. Запропоновано велику кількість різних категорій, які порівняно рідко використовуються на практиці в силу протиріччя між індивідуалістичною природою видів і їх типізацією в обмежене число фітоценотичних груп.
Т. А. Работнов відобразив у своїй системі Ф. в. біологічні особливості, за допомогою яких види займають ті чи інші фітоценотипічні позиції. Ним розрізняються домінанти (рослини, здатні домінувати в угрупованні; не слід плутати з домінуванням за різноманіттям виду) і аддітори або ассектатори (рослини, які не здатні домінувати). У свою чергу, домінанти діляться на детермінанти або едифікатори (види, здатні стійко домінувати із сильновираженною середовищеутворюючою здатністю) і тимчасові домінанти (здатні домінувати протягом нетривалого часу і мають слабковираженну середовищеутворюючу здатність). Усередині цих класів розрізняються ще 11 груп видів.
Ю. Р. Шеляг-Сосонко поділяє всі види на монотипні (представлені в межах всього ареалу тільки одним популяційним фітоценотипом) і політипні (з багатьма хоріонами, що розрізняються популяційними фітоценотипами). Ним же запропонований і подальший розподіл цих груп видів за їхньою едіфікаторною здатністю (перші — на валіденти, медієнти і дебіленти, а другі — на абсолютенти, партикуленти і інтермісенти).

## Виноски
1. ↑   Ниценко А. А. Растительная ассоциация и растительное сообщество, как первичные объекты геоботанического исследования: Сущность, свойства и методы выделения. — Л.: Наука, 1971. — 184 с.
2. ↑   Работнов Т. А. Фитоценология. — М.: Изд-во МГУ, 1978. — 384 с.
3. ↑   Шеляг-Сосонко Ю. Р. Ліси формації дуба звичайного на території України та їх еволюція. — К.: Наук. думка, 1974. — 240 с.